# Autumn Records
Autumn Records fue un sello discográfico pop con sede en San Francisco de la década de 1960. Entre los actos notables en su lista se encontraba The Beau Brummels, una banda que lanzó un par de sencillos top 20, "Laugh, Laugh" y "Just a Little". 
También en la lista de Autumn Records estaba The Great Society, un grupo efímero de Haight-Ashbury que grabó la primera versión de "Somebody to Love" en el efímero sello North Beach de Autumn, que se convirtió en un éxito de 1967 para Jefferson Airplane.  
El sello se disolvió en 1966. Tom Donahue, un DJ de San Francisco que trabajaba para la radio KYA, era dueño del sello discográfico. Posteriormente inventó el género "radio underground". En KMPX y posteriores, KSAN.  

## Historia
El productor de rock y DJ Sly Stone fue productor del sello y produjo "C'mon and Swim"/"Do The Swim" de Bobby Freeman, un éxito en las listas nacionales y regionales en 1964. Freeman había tenido algunos éxitos en Jubilee de 1958 a 1960 y en King a principios de la década de 1960, pero se convirtió en el primer artista de Autumn en tener grandes éxitos de ventas. Stone produjo el Psyrcle's 45 en Lorna, que no se vendió bien a nivel regional ni nacional. The Psyrcle hicieron una pausa, ensayaron y se reagruparon antes de convertirse en The Rockets (más tarde Crazy Horse, banda de acompañamiento de Neil Young), una banda con ocho miembros.
Después de Freeman, el siguiente fichaje de Autumn y su mayor éxito fue con The Beau Brummels, que tuvieron dos grandes éxitos, "Laugh, Laugh" y "Just a Little". Autumn también tuvo dos sellos subsidiarios. The Great Society grabó para su sello North Beach. Una primera versión de "Somebody to Love" (como "Someone to Love") apareció en este sello como la cara "B" de "Free Advice". The Psyrcle (en realidad The Rockets) grabaron "Don't Leave Me" para su sello subsidiario Lorna Records.
Stone produjo un 45 de The Great Society, entonces conocida como The! ¡¡Excelente!! ¡¡¡Sociedad!!! —Para la filial de Autumn, North Beach. Los miembros incluían al entonces esposo de Grace Slick, Jerry, y su hermano Darby, autor de "White Rabbit", pero sintieron que no tenían talento porque les tomó 45 tomas "hacerlo bien". Hay un 45 de un grupo llamado The Tikis (más tarde rebautizado como Harpers Bizarre) que grabó un 45 titulado "Bye, Bye, Bye" en Autumn. Esta canción apareció más tarde en su álbum de WB de 1969, Harper's Bizarre #4. Warner Bros. Records compró los activos de Autumn Records en 1966. Muchos de los grupos se convirtieron en artistas discográficos de Warner-Reprise. Estos incluían artistas menores de Autumn como The Mojo Men y The Vejtables. En 1965, Autumn Records lanzó el sencillo  cantado por Catherine Share, miembro posterior de la familia Manson, también conocida como "Gypsy", grabado y lanzado bajo el nombre de "Charity Shayne", producido y escrito por Marty Cooper.
Stone grabó un solo 45 antes de hacerse famoso con The Family Stone, pero tuvo poco impacto en las listas. Los Beau Brummel continuaron grabando para Warner Bros., pero tuvieron menos éxito comercial que con Autumn.
The Grateful Dead (entonces conocido como The Emergency Crew) casi firmaron con Autumn en 1966, pero el sello se estaba quedando sin dinero, por lo que su 45 fue emitido por Scorpio, una subsidiaria de Fantasy Records. La banda pasó a llamarse The Warlocks.
The Charlatans, otro grupo psicodélico de la década de 1960 del área de San Francisco que tenía a Dan Hicks como miembro, también estuvo a punto de firmar. El problema era que el sello estaba camino a la quiebra y no tenía el dinero necesario para fichar a ninguna de las bandas.
Autumn fue probablemente uno de los sellos discográficos independientes más exitosos a mediados de los años 1960, pero los cambios en los gustos del público comprador de discos y el importante marketing de los sellos más grandes ya establecidos (casi todas las compañías discográficas importantes contrataron a una banda psicodélica pesada a finales de los años 1960). condujo a la desaparición de Autumn en 1966. La mayoría de los contratos de grabación se vendieron a Warner Bros. Records y el catálogo se vendió a Vault Records.  El propietario de Vault se convirtió más tarde en socio de JAS Records, que reeditó el catálogo de Otoño. 

### Personal
- Tom Donahue – (jefe de sello, presidente, productor)
- Bobby Mitchell - (director de sello, presidente, productor) [9]
- Sylvester Stewart - (productor principal) [5] [10]
- Leo De Gar Kulka también conocido como "El Barón" - (ingeniero) [11] [12]